# YTLコーポレーション
YTLコーポレーション (YTL Corporation Berhad) は、マレーシア最大のコングロマリットの1つ。YTLの名は創業者であるヨー・ティオンレイ(Tan Sri Dato' Seri Dr. Yeoh Tiong Lay)の名前の頭文字を取っている。またYTLは東京証券取引所にも上場している。
企業の主要事業は、ユーティリティ、高速鉄道（KLIAエクスプレスを運営）、セメント、建設業、不動産、ホテル、リゾート、技術開発など。

## グループ企業
- STARHILL REIT
- YTL POWER INTERNATIONAL BERHAD
- YTL CEMENT BERHAD
- YTL LAND & DEVELOPMENT
- YTL E-SOLUTIONS BERHAD
- YTL Hotels & Properties Sdn Bhd 　クアラルンプールに2つのホテル（JWマリオットとリッツカールトン）を保有し、その他パンコール・ラウト・リゾート、タンジョン・ジャラ・リゾートなどと、VISTANAホテルのチェーンをマレーシア国内に持っている。2010年には北海道ニセコのニセコビレッジを買収し、日本のリゾート産業にも参入している。